# Котечное
Котечное — пресноводное озеро на территории Оштинского сельского поселения Вытегорского района Вологодской области.

## Физико-географическая характеристика
Площадь озера — 1,4 км², площадь водосборного бассейна — 142 км². Располагается на высоте 33,0 метров над уровнем моря.
Берега озера практически полностью заболоченные.
С восточной стороны озера вытекает безымянная протока, впадающая в левого берега в реку Вытегру, впадающую, в свою очередь, в Онежское озеро.
С запада в Котечное впадает протока, несущая воды озёр Великого, Саминского и Вихкозера.
Острова на озере отсутствуют.
Населённые пункты и автодороги вблизи водоёма отсутствуют.
Код объекта в государственном водном реестре — 01040100511102000019990.